# Kim Eun-hye

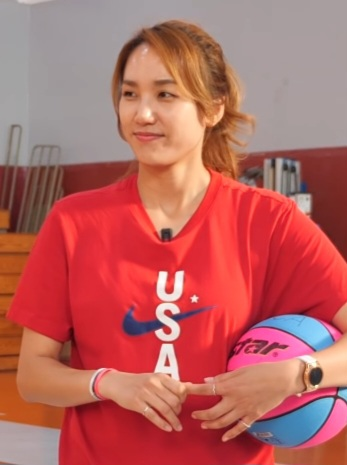

Kim Eun-hye (김은혜?; Seul, 6 luglio 1982) è un'ex cestista sudcoreana.

## Carriera
Con la Corea del Sud ha disputato i Campionati mondiali del 2006.